# Arturo Barrios
Arturo Barrios Flores (Mexico-Stad, 12 december 1962) is een Mexicaanse voormalige langeafstandsloper, die gedurende bijna vier jaar het wereldrecord op de 10.000 m in zijn bezit had. Ook bereikte hij tijdens Olympische Spelen op dit onderdeel tot tweemaal toe de finale, maar bij beide gelegenheden viel hij buiten de prijzen.

## Biografie
Op 18 augustus 1989 dook Barrios op de 10.000 m in Berlijn met 27.08,23 ruim 5,5 seconden onder het bestaande record van Fernando Mamede. In 1993 werd zijn record verbroken door Richard Chelimo, die op 5 juli 1993 in Stockholm tot een tijd kwam van 27.07,91.
Op 30 maart 1991 stelde Barrios het werelduurrecord op 21,101 m en daarnaast op de 20.000 m op 56.55,6. Beide records stonden tot 2007 op zijn naam. Daarna nam Haile Gebrselassie ze van hem over. Het werelduurrecord van Barrios van 21,101 m hield tevens in, dat deze dus als eerste ter wereld de halve marathon (21,1 km) binnen het uur had afgelegd. De eerste die dit in een officiële halve marathonwedstrijd presteerde, was Moses Tanui, die in 1993 in Milaan tot 59.47 kwam.
Een van zijn laatste wapenfeiten was op 19 september 1992 zijn overwinning in de Greifenseelauf in 1:03.09.
In 1994 nam Arturo Barrios de Amerikaanse nationaliteit aan.

## Persoonlijke records
Baan
| Onderdeel | Prestatie                   | Datum            | Plaats    |
| --------- | --------------------------- | ---------------- | --------- |
| 1500 m    | 3.37,61                     | 13 augustus 1989 | Hengelo   |
| 3000 m    | 7.35,71 (NR)                | 10 juli 1989     | Nice      |
| 5000 m    | 13.07,79 (NR)               | 14 juli 1989     | Londen    |
| 10.000 m  | 27.08,23 (ex-WR, ex-AR, NR) | 18 augustus 1989 | Berlijn   |
| 20.000 m  | 56.55,6 (ex-WR, AR)         | 30 maart 1991    | La Flèche |
| 1 uur     | 21,101 m (ex-WR, AR)        | 30 maart 1991    | La Flèche |

Weg
| Onderdeel | Prestatie  | Datum         | Plaats   |
| --------- | ---------- | ------------- | -------- |
| 5 km      | 13.35      | 27 maart 1994 | Carlsbad |
| 10 km     | 27.41 (AR) | 1 maart 1986  | Phoenix  |
| 15 km     | 42.36 (NR) | 29 juli 1986  | Portland |
| marathon  | 2:08.28    | 18 april 1994 | Boston   |

## Palmares

### 3000 m
- 1987:  DN Galan- 7.44,63
- 1987:  Nikaia in Nice - 7.44,89
- 1988: 5e BNP de Paris in Villeneuve d'Ascq - 7.52,38
- 1988:  US National Team Pre-Olympic Meet #3 in Sacramento - 7.50,72
- 1989:  Nikaia in Nice - 7.35,71
- 1989:  KVP Galan in Malmö - 7.46,57
- 1990: 4e Meeting BNP in Villeneuve d'Ascq - 7.46,28
- 1990:  Nikaia in Nice - 7.41,87

### 5000 m
- 1984:  Rice Invitational in Houston - 14.24,5
- 1984:  Converse Arlington Relays - 14.09,17
- 1984:  Baylor Invitational in Waco - 14.30,10
- 1985:  Rice Invitational in Houston - 14.03,41
- 1985:  Texas Relays in Austin - 13.46,37
- 1985:  Texas Invitational in Austin - 13.51,1
- 1985:  Southwestern Conference Championships in Fayetteville - 13.55,16
- 1986:  La Coruna Meeting in La Corunna - 13.25,83
- 1987: 4e Bislett Games - 13.13,52
- 1987:  Peugeot-Talbot Games in Londen - 13.29,05
- 1987:  Pan-Amerikaanse Spelen - 13.31,40
- 1987:  Memorial Van Damme - 13.28,34
- 1987:  McVities Challenge in Londen - 13.26,30
- 1988:  DN Galan - 13.17,82
- 1988:  Peugeot-Talbot Games in Londen - 13.22,71
- 1988:  Nikaia in Nice - 13.23,20
- 1989:  Meeting BNP in Villeneuve d'Ascq - 13.32,63
- 1989:  Peugeot Games in Londen - 13.07,79
- 1989:  Memorial Van Damme - 13.15,66
- 1989:  IAAF Grand Prix Finale - 13.21,37
- 1989: 4e Rieti - 13.19,37
- 1990:  Meeting International St Denis - 13.17,17
- 1990: 5e DN Galan - 13.16,54
- 1990:  Coca-Cola Athletics Meeting Barcelona '90 - 13.25,87
- 1990:  Parcelforce Games in Londen - 13.08,52
- 1990:  Rieti - 13.12,73
- 1990:  Centraal-Amerikaanse en Caribische Spelen in Mexico City - 13.49,89
- 1991: 5e Internationales Kourtane Midsummer Games in Saarijarvi - 13.44,72
- 1991: 4e Maxell World Games in Helsinki - 13.26,56
- 1991:  Parcelforce Games in Londen - 13.25,24
- 1991:  Meeting Internationale d'Athletisme in St Denis - 13.24,17
- 1991:  Pan Amerikaanse Spelen - 13.34,67
- 1992: 4e Meeting Expo '92' in Sevilla - 13.11,86
- 1992: 5e Golden Gala in Rome - 13.10,52
- 1992:  Gatorade Herculis '92 in Fontvieille - 13.21,40
- 1992:  Wereldbeker in Havana - 13.50,95
- 1993: 4e BNP d'Athletisme in Lille - 13.09,58

### 10.000 m
- 1985:  Drake Relays in Des Moines - 28.42,77
- 1985:  NCAA-kamp. - 28.53,29
- 1986:  BNP de Paris - 27.50,28
- 1986:  Memorial Van Damme - 28.09,74
- 1987:  Mt San Antonio College Relays in Walnut - 27.56,1
- 1987: 4e WK - 27.59,66
- 1988:  Bislett Games - 27.25,07
- 1988: 5e OS - 27.39,32
- 1988:  Olympic Satellite Games - 28.10,00
- 1989:  DN Galan - 27.18,45
- 1989:  ISTAF - 27.08,23
- 1990:  ISTAF - 27.18,22
- 1991: 4e Bislett Games - 27.37,36
- 1992:  Olympischer Tage in Jena - 27.35,21
- 1992: 5e OS - 28.17,79
- 1992:  ISTAF - 27.34,60
- 1993:  DN Galan - 27.34,27

### 5 km
- 1985:  Joe Niekro Spina Bifida in Houston - 15.15
- 1992:  Kickoff Classic in Boulder - 14.47
- 1993:  Labor of Love in Denver - 14.26
- 1994: 7e 5 km van Carlsbad - 13.35
- 1994: 4e Amerikaanse kamp. in Palm Desert - 13.58

### 10 km
- 1983:  Champs Telethon in College Station - 30.23
- 1985:  Houston Chronicle Dome Run - 29.27
- 1985:  First Victoria - 28.58
- 1986:  American Continental in Phoenix - 27.41
- 1986:  Crescent City Classic in New Orleans - 28.16
- 1986:  Bolder Boulder - 28.46
- 1986:  Run for the Zoo in Denver - 29.32
- 1987:  Bob Hasan Bali - 28.44
- 1987:  American Continental in Phoenix - 27.51
- 1987:  Kodak AAA Road Championships in Hemel Hempstead - 28.16
- 1987:  Bolder Boulder - 29.06
- 1987:  Heartland Hustle in Davenport - 27.59
- 1988:  Tom Sullivan St Patrick's Day in Torrance - 28.17
- 1988:  Crescent City Classic in New Orleans - 28.18
- 1988:  SportsMed in South Bend - 28.18
- 1989:  Bali - 28.00
- 1989:  Crescent City Classic in New Orleans - 27.50
- 1989:  Bolder Boulder - 28.59
- 1990:  Bob Hasan Paradise Run in Borobudur - 27.53
- 1990:  Fesitval of Bojano - 29.02
- 1990:  Diet Coke Great Midland Run in Birmingham - 28.24
- 1991: 5e Bob Hasan in Borodudur - 28.54
- 1992:  Bob Hasan in Borobudur - 27.56
- 1992:  La Matesina in Bojano - 29.20,3
- 1993:  Bob Hasan in Jakarta - 28.01
- 1993:  Bolder Boulder - 29.04
- 1993:  La Matesina in Bojano - 29.46
- 1994:  The Foundation Citrus Classic in Winter Haven - 28.23
- 1994:  Eastman Men's National Men's Championships in Kingsport - 28.43
- 1995:  Strides Across the Border in Tijuana - 29.30
- 1995: 5e Crescent City Classic in New Orleans - 29.53
- 1995:  E Wong Metro in Lima - 28.08
- 1996: 10e Delchamps/Senior Bowl Charity Run in Mobile - 29.39
- 1997:  Metro Internacional in Lima - 29.22
- 1998: 4e Steamboat in Steamboat Springs - 35.08
- 1999: 4e Steamboat Springs - 34.15
- 2000: 4e Steamboat Springs - 36.07

### 12 km
- 1987-1990:  Bay to Breakers in San Francisco

### 15 km
- 1986:  Jacksonville River Run - 43.18
- 1986:  La Carrera de Mexico Neuvo in Mexico City - 48.19
- 1986:  Cascade Run Off in Portland - 42.36
- 1987:  River Run in Jacksonville - 43.00
- 1988:  Gold Coast in Sanctuary Cove - 44.31
- 1991:  São Silvestre in Sao Paulo - 44.04
- 1992:  Corrida Internacional de Sao Silvestre in Sao Paulo - 44.17
- 1993:  Gasparilla Distance Classic in Tampa - 42.53
- 1993: 4e Corrida Sao Silvestre in Sao Paulo - 43.41

### 10 Eng. mijl
- 1994:  Crim Road Race - 46.44

### halve marathon
- 1988:  halve marathon van Nara - 1:02.03
- 1992:  halve marathon van Tokio - 1:00.42
- 1992:  halve marathon van Uster - 1:03.09
- 1997:  halve marathon van San Cristobal - 1:03.58

### marathon
- 1986: 5e marathon van Boston - 2:14.09
- 1993:  New York City Marathon - 2:12.21
- 1994: 5e Boston Marathon - 2:08.28
- 1994:  New York City Marathon - 2:11.43
- 1995: 4e marathon van Los Angeles - 2:14.47

- World Athletics: 14349242